# Bruce Perens
Bruce Perens är en välkänd frontfigur inom rörelsen kring öppen källkod och i viss mån även inom rörelsen för fri programvara. Han är före detta projektledare för Debian GNU/Linux, huvudförfattare av Open Source Definition, grundare av Linux Standard Base ett projekt för att öka kompatibiliteten mellan olika linuxdistributioner genom standardisering av vissa grundläggande funktioner. och UserLinux samt delaktig i grundandet av Open Source Initiative (OSI). Perens ansvarar också för en bokserie hos Prentice Hall PTR kallad Bruce Perens' Open Source Series, där alla böcker ges ut under en fri licens (OPL) och släpps fritt för nedladdning några månader efter att de släppts i tryck form. Bokserien har numera över 20 böcker tillgängliga.
Perens lämnade OSI bara ett år efter att han var med om att grunda det, av anledningar som han förklarade i ett email till debians utvecklingsslista.
Perens har tillbringat 20 år inom branschen för datornanimation, varav 12 av dessa hos Pixar, bland annat har han varit med om att göra A Bug's Life och Toy Story 2. Sedan juni 2005 är Perens anställd hos Sourcelabs, som även bekostar att halva hans tid går till att evangelisera öppen källkod.